# Corrhenes funebris
Corrhenes funebris là một loài bọ cánh cứng trong họ Cerambycidae.